# Glenea pulchra
Glenea pulchra là một loài bọ cánh cứng trong họ Cerambycidae.